# Manikata
Manikata vidéki település Málta nyugati részén, a Mixquqa (Golden Bay) közelében emelkedő dombokon, Mellieħa helyi tanács területén. Lakossága körülbelül 500 fő, jórészt földművesek.

## Elhelyezkedése
Malta sziget nyugati partja, a Mixquqa öböl (angol nevén Golden Bay) közelében, a kelet-nyugati irányú Pwales-völgyben, a Bajda-gerinc déli lejtőin épült. Az öböl nem egészen 1 kilométerre van. A völgy másik végében lévő Szent Pál-öböl légvonalban mért távolsága 2,5 kilométer.

## Története
Legkorábbi emlékei a bronzkori keréknyomok a plébániatemplom közelében, a Miżieb nevű területtől a Mejjiesa öbölig. A rómaiak emlékét néhány sziklába vájt sír őrzi a közelben. A középkorban ritkán lakott volt, a főváros, Mdina lakóinak voltak itt földjei. A közeli Għajn Tuffieħából a helyi milícia (id-Dejma) emberei őrködtek, ám ez nem jelentett nagy biztonságot a támadók (főleg kalózok) ellen. 1565. június 18-án a Málta ostromára érkező törökök a vihar elől a környező öblökbe menekültek, majd két nap múlva továbbhajóztak Marsaxlokk felé, ahol partra szálltak. 1648-ban Jean-Paul de Lascaris-Castellarnak, a Szent János Lovagrend nagymesterének utasítására őrtorony épült Għajn Tuffieħa fölött, majd a lovagrend uralma vége felé parti akadályokat telepítettek az öbölbe is, hogy egy ellenséges partraszállást megakadályozzanak. Ezzel a környék biztonságosabbá vált. A brit uralom kezdetben nem sok változást hozott, 1902-ben azonban katonai gyakorlótér épült a közelben, jelentősen csökkentve a földművesek földjeit. Az első világháború idején a lakosság jelentős része a kórházzá alakított bázison dolgozott. Lakói 1919-ben Lazzru Grima vezetésével elhatározták, hogy templomot építenek. Az épült a Camilleri fivérek földjén 1920-ban készült el. A szolgálatot a San Pawl il-Baħar-i ferencesek látták el. A második világháború idején - a katonai bázis közelsége miatt - gyakran érte támadás. 1951-ben a templom gondozója a mellieħai Manwel Grima lett, aki a veszélyessé vált templom helyett új templom terveivel bízta meg barátját, Edwin Englandet, ám végül annak fia, az azóta híressé vált Richard England készítette a terveket. Az alapkőletételre 1963-ban került sor. Grima korai halála előtt két szentmisét mutathatott be a szerkezetkész templomban. 1974-ben szentelték fel az új templomot, amely 1975 óta egyházilag is önálló, plébánosa Grima utóda, Lino Grech lett. A település a 21. század elejére jelentősen megnőtt, ma kb. 500 állandó lakosa van.

## Nevezetességei

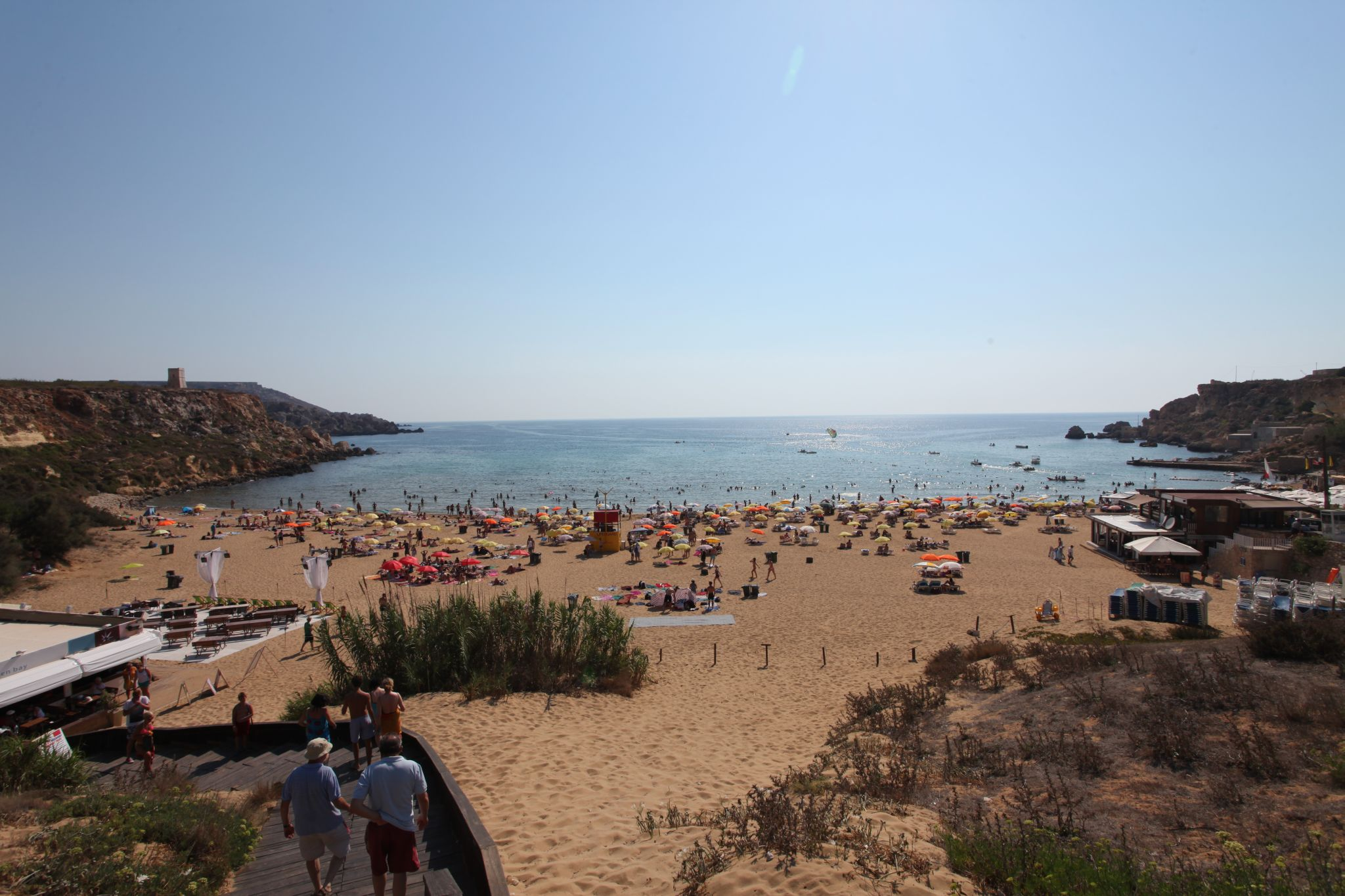
Mixquqa (Golden Bay) strandja

### Szent József plébániatemplom
A korábbi templom veszélyessé vált épülete helyett Manwel Grima atya Edwin England Sant Fournier építésztől rendelte meg egy új templom terveit, amelyeket végül annak fia, Richard England készített el. England már az éppen zajló II. vatikáni zsinat újításainak szellemében vázolta fel az új templomot, külsőre azonban Málta gyökereihez, az őskori kőépületek (girna) formavilágához nyúlt vissza.
England 1997-ben a templom mellé egy hasonló stílusú rendházat álmodott, ám beadványának nem lett hatása. A templom 2011 óta védettséget élvez.

### Egyéb nevezetességei
- Keréknyomok a település fölött
- Római kori sírok
- Mixquqa/Golden Bay strandja
- Lejla Sajfija għaż-Żiffa (Summer Breeze Night): a festa előtti napon a helyiek kézműves és művészeti alkotásokkal, előadásokkal és különleges ételekkel ünnepelnek

## Híres lakói
- William Chetcuti (1985. január 7.): sportlövész, double trap világbajnok, Málta első olimpiai kvótájának megszerzője

## Ünnepe
- Szent József (május 1), Festa: augusztus utolsó vasárnapja

## Megközelítése
Autóval másodrendű utakon érhető el a környező városokból. Mellieħa 2,5 kilométerre van, San Pawl il-Baħar és Xemxija távolsága 5 km, Mġarré 3,5 kilométer.